# Pseudopsodos splendens
Pseudopsodos splendens là một loài bướm đêm trong họ Geometridae.